# Cistícola de Socotra
La cistícola de Socotora (Cisticola haesitatus) és una espècie d'ocell passeriforme de la família Cisticolidae endèmica de l'illa de Socotra, en el mar d'Aràbia.

## Hàbitat i distribució
L'hàbitat natural són les zones de matolls i herbassars secs.
Es troba únicament en les regions costaneres i baixes de l'illa de Socotra i l'estat de conservació és el d'espècie gairebé amenaçada.